# PGC 2167752
LEDA/PGC 2167752 ist eine Galaxie im Sternbild Perseus am Nordsternhimmel. Sie ist schätzungsweise 1,1 Milliarden Lichtjahre von der Milchstraße entfernt und hat eine Ausdehnung von etwa 480.000 Lichtjahren. Vom Sonnensystem aus entfernt sich das Objekt mit einer errechneten Radialgeschwindigkeit von näherungsweise 23.800 Kilometern pro Sekunde.

## Galaktisches Umfeld
| Nr. | Galaxie          | Alternativname            | Rek           | Dek           | Distanz/asec |
| --- | ---------------- | ------------------------- | ------------- | ------------- | ------------ |
| →   | LEDA/PGC 2167752 | 2MASX J02392281+4034032   | 02h39m22.799s | +40d34m03.65s | 0            |
| 1   | LEDA/PGC 2167160 | 2MASX J02393747+4031474   | 02h39m37.468s | +40d31m47.86s | 215.77       |
| 2   | LEDA/PGC 2166237 | 2MASX J02384108+4028112   | 02h38m41.07s  | +40d28m11.0s  | 592.02       |
| 3   | LEDA/PGC 10025   | UGC 2126                  | 02h38m47.07s  | +40d41m55.1s  | 622.38       |
| 4   | LEDA/PGC 90627   | WISEA J023836.02+403943.0 | 02h38m35.80s  | +40d39m43.0s  | 637.21       |
| 5   | LEDA/PGC 2170635 | 2MASX J02393232+4046033   | 02h39m32.34s  | +40d46m03.1s  | 726.58       |
| 6   | LEDA/PGC 10077   | CGCG 539-072              | 02h39m34.969s | +40d46m37.34s | 766.10       |
| 7   | LEDA/PGC 2166259 | 2MASX J02381758+4028161   | 02h38m17.58s  | +40d28m16.0s  | 821.11       |